# High Kirk Mausoleum

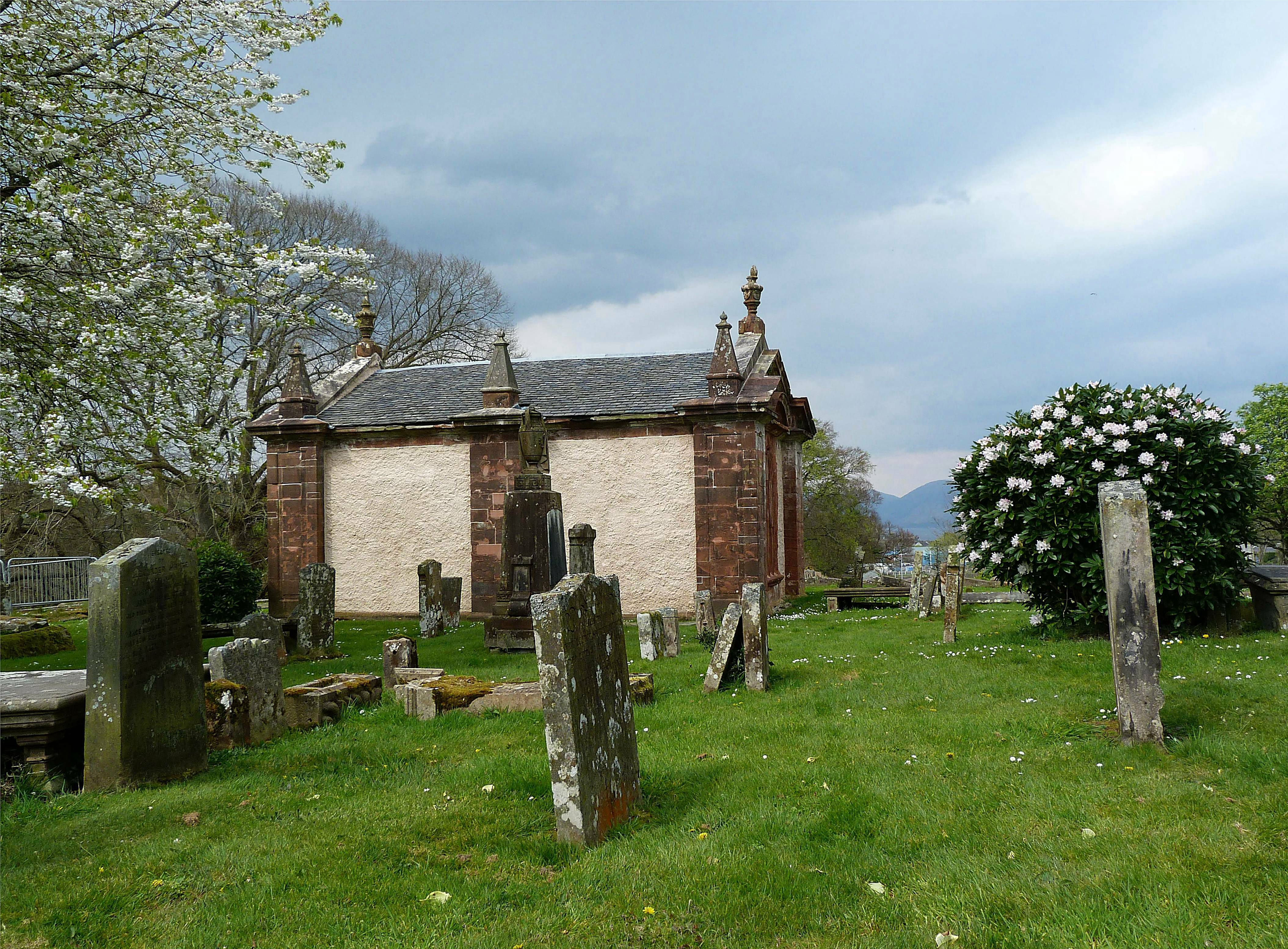
High Kirk Mausoleum

Das High Kirk Mausoleum ist ein Mausoleum auf dem Gelände der High Kirk in Rothesay, der Hauptstadt der schottischen Insel Bute. Es liegt am Südende der Stadt, westlich des Kirchengebäudes. 1971 wurde das Mausoleum in die schottischen Denkmallisten in die höchste Kategorie A aufgenommen. Der exakte Bauzeitpunkt des Mausoleums ist nicht verzeichnet, sodass nur das späte 18. Jahrhundert als Bauzeitraum angegeben werden kann. Im Zuge der Verlegung einer unterirdischen Stromleitung wurden das Fundament und die Umgebung im Jahre 2006 archäologisch untersucht. Bei einer Augenscheinnahme des Gebäudes im Jahre 2008 wurde sein Zustand als schlecht eingestuft.

## Beschreibung
Das aus rotem Sandstein bestehende, einstöckige Gebäude besitzt einen rechteckigen Grundriss. Es vereint Merkmale verschiedener architektonischer Stilrichtungen, nämlich des Barock, der Neogotik und des Klassizismus. Das Gebäude wird durch eine verzierte Holztür an der Westseite mit beidseitigen Pilastern und einer segmentbogenförmigen Bekrönung betreten. Die Giebelflächen des Satteldaches sind mit Dreiecksgiebeln verziert. Die gegenüberliegende Gebäudeseite ist ähnlich aufgebaut, jedoch ist die Tür durch ein pilasterumrahmtes Lanzett-Drillingsfenster ersetzt. Die Nord- und Südseiten weisen keine Fenster oder Türen auf und werden nur mittig durch einen Blendpfeiler geteilt. Die Fassadenflächen zwischen den Pfeilern und Verzierungen sind in der traditionellen Harling-Technik verputzt und gekalkt. Das Dach ist mit grauen Schieferschindeln gedeckt.